# 沙恩·麥克拉納罕
沙恩·彼得·麥克拉納罕（英語：Shane Peter McClanahan，1997年4月28日—），為美國職棒大聯盟的投手，目前效力於坦帕灣光芒。他在2020年登上大聯盟。

## 職業生涯
2018年大聯盟選秀，光芒在首輪31順位選進麥克拉納罕。他在8月中開啟職業生涯，該年他投了7局無失分。2019年，麥克拉納罕升上1A，不僅成為開幕戰先發，還入選明星賽。6月，他成功升上高階1A。
2020年9月底，光芒將麥克拉納罕加進40人名單。10月5日，麥克拉納罕在分區賽完成大聯盟初登板。他也成為繼Bug Holliday、Mark Kiger、艾達爾伯托·蒙德西和Alex Kirilloff後，第五位完成在季後賽登上大聯盟的球員。
2021年，麥克拉納罕拿下10勝6敗，防禦率3.43。2022年，他擔任球隊的開幕戰先發。

## 外部連結
- 球員資訊和成績在MLB ，ESPN ，Baseball Reference ，Fangraphs，The Baseball Cube ，Baseball Reference (Minors) （英文）